# Gibberula modica
Gibberula modica is een slakkensoort uit de familie van de Cystiscidae. De wetenschappelijke naam van de soort is voor het eerst geldig gepubliceerd in 1988 door Gofas & Fernandes.
Dit zeeslakje is endemisch in Sao Tomé en Principe.